# Comté de Terrell (Texas)
Pour les articles homonymes, voir Comté de Terrell.
Le comté de Terrell, en anglais : Terrell County, est un comté situé à l'ouest de la partie centrale de l'État du Texas aux États-Unis. Fondé le 14 juillet 1905, le siège de comté est la census-designated place de Sanderson. Selon le recensement de 2020, sa population est de 760 habitants. Le comté a une superficie de 6 107 km2, dont la presque totalité en surfaces terrestres. Il est baptisé en référence au sénateur Alexander W. Terrell (en).

## Organisation du comté
Le comté est fondé le 14 juillet 1905, à partir des terres du comté de Pecos. Il est définitivement organisé, c'est-à-dire autonome, le 27 juillet 1905.
Le comté est baptisé en l'honneur de Alexander W. Terrell (en), un sénateur du Texas.

## Géographie

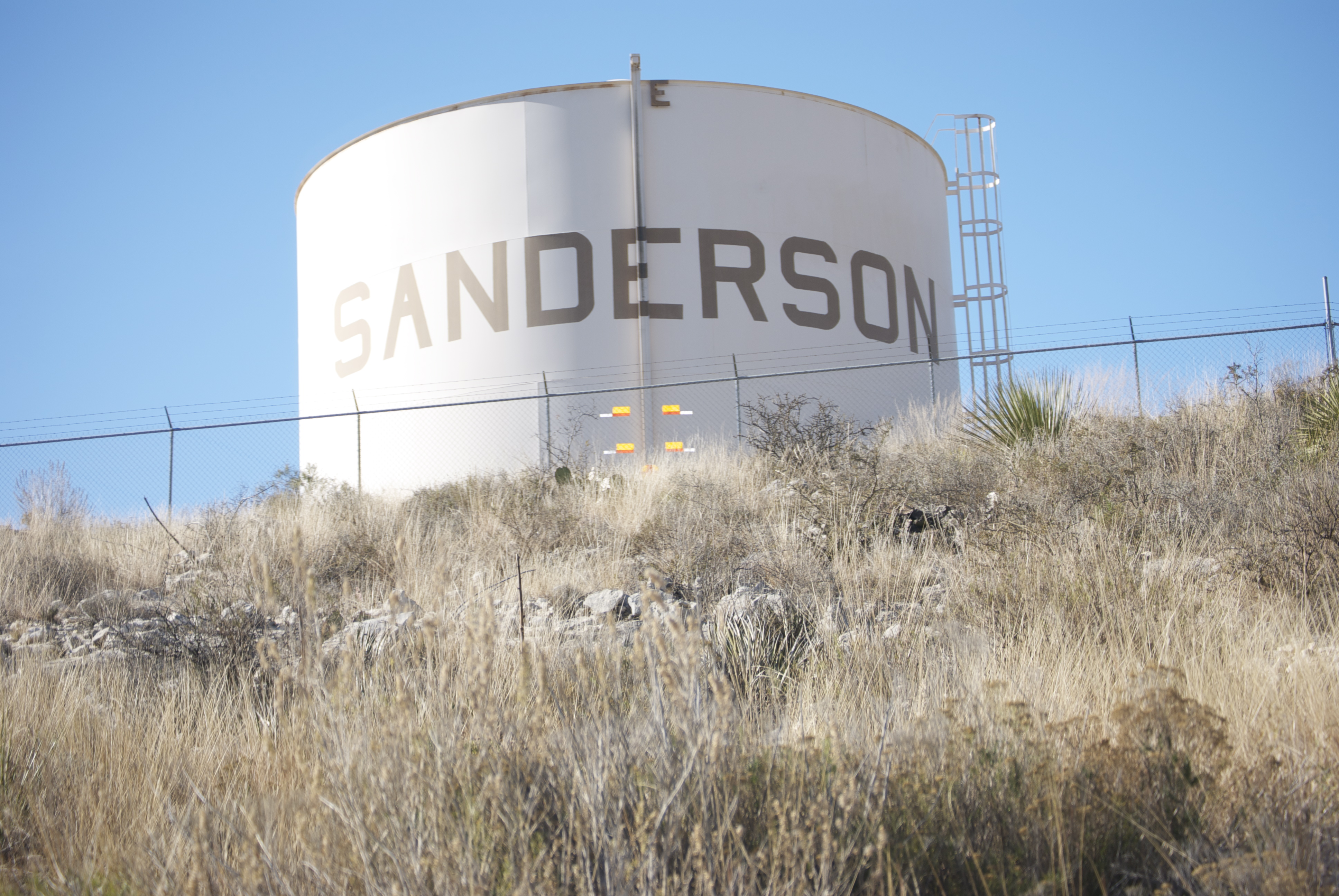
Château d'eau de Sanderson.

Le comté de Terrell est situé à l'ouest de la partie centrale de l'État du Texas, aux États-Unis,. Il est bordé au nord-est par la rivière Pecos et au sud par le Río Grande.
Il a une superficie totale de 6 107,2 km2, composée de surfaces terrestres.

## Comtés adjacents
| Comté de Pecos    |                  | Comté de Crockett  |
|                   | comté de Terrell | Comté de Val Verde |
| Comté de Brewster |                  |                    |

## Démographie

Pyramide des âges du comté de Terrell (2000).

Lors du recensement de 2010, le comté comptait une population de 984 habitants. Elle est estimée, en 2017, à 810 habitants,.
| Groupes           | Comté de Terrell | Texas | États-Unis |
| ----------------- | ---------------- | ----- | ---------- |
| Blancs            | 84,2             | 70,4  | 72,4       |
| Autres            | 12,3             | 10,6  | 6,4        |
| Métis             | 1,5              | 2,5   | 2,7        |
| Amérindiens       | 0,9              | 0,7   | 0,9        |
| Afro-Américains   | 0,7              | 11,9  | 12,6       |
| Asiatiques        | 0,4              | 3,8   | 4,8        |
| Total             | 100              | 100   | 100        |
|                   |                  |       |            |
| Latino-Américains | 47,5             | 37,6  | 16,7       |